# Kollopapporna
Kollopapporna (engelska: Daddy Day Camp) är en amerikansk långfilm från 2007 i regi av Fred Savage, med Cuba Gooding Jr., Lochlyn Munro, Richard Gant och Tamala Jones i rollerna. Filmen är en uppföljare till Dagispapporna (2003), med Cuba Gooding Jr. i Eddie Murphys roll från föregångaren.

## Handling
Charlie (Cuba Gooding Jr.) och Phil (Paul Rae) tar med sina barn till Camp Driftwood för deras sommarlov. När de väl anländer upptäcker de att lägret inte är det snälla lägret det var på deras tid. För att försöka rädda Camp Driftwood bestämmer sig Charlie och Phil att köpa det och förvandla det till Daddy Day Camp. Trots flera problem och äventyr längs vägen lyckas de rädda lägret.

## Rollista
| Cuba Gooding Jr.   | – Charlie Hinton |
| Lochlyn Munro      | – Lance          |
| Richard Gant       | – Buck           |
| Tamala Jones       | – Kim Hinton     |
| Paul Rae           | – Phil           |
| Josh McLerran      | – Dale           |
| Spencir Bridges    | – Ben            |
| Brian Doyle-Murray | – Uncle Morty    |
| Dallin Boyce       | – Max            |
| Telise Galanis     | – Juliette       |
| Taggart Hurtubise  | – Carl           |
| Molly Jepson       | – Becca          |
| Tad D'Agostino     | – Robert         |
| Tyger Rawlings     | – Billy          |
| Talon G. Ackerman  | – Jack           |

## Svenska röster
- Charlie	-	David Lenneman
- Buck	-	Stephan Karlsén
- Lance	-	Andreas Rothlin Svensson
- Phil	-	Per Sandborgh
- Ben	-	Tim Lindner-Morin
- Kim	-	Sharon Dyall
- Dale	-	Nick Atkinson
- Billy	-	Andreas Dietmann
- Robert -       Davide Bellman
- Carl   -       Ludvig Dietmann
- Becca  -       Amelie Eiding
- Jack   -       Melker Duberg
- Bobby J -      Sam Molavi
- Juliette -     Norea Sjöquist
- Frillan -      Sebastian Veigas
- Max -          Teodor Runsiö
- Thompson -     Christian Fex
- Morty -        Guy de la Berg
- Flicka 1 -     Amanda Jennefors
- Kvinna -       My Holmsten
- Roberts mamma -  Jennie Jahns

## Mottagande
Kollopapporna blev ingen publiksuccé och lyckades bara spela in $18 197 398 dollar. Filmen fick dålig kritik, endast 1 % av recensionerna på Rotten Tomatoes var positiva.

### Utmärkelser
- Razzies[3]
  - Vann: Sämsta uppföljare/prequel
  - Nominerad: Sämsta skådespelare: Cuba Gooding Jr.
  - Nominerad: Sämsta manus: Geoff Rodkey, J. David Stem, David N. Weiss
  - Nominerad: Sämsta film: William Sherak, Jason Shuman
  - Nominerad: Sämsta regissör: Fred Savage